# 曼利厄斯·瓦列利乌斯·托马森
曼利厄斯·瓦列利乌斯·托马森（Manlius Valerius Thomson, 1802年8月12日—1850年7月22日），美国肯塔基州斯科特县人，律师和政治家。1840年至1944年，担任肯塔基州副州长，与州长罗伯特·P·莱克特合作。
早年毕业于特兰西瓦尼亚大学。之后担任肯塔基州参议员。随后以52323票对35890票，超过约翰·L·赫尔姆，当选为第11届肯塔基州副州长。1847年，他被州长威廉·奥斯利任命为第三肯塔基团陆军上校，率部参加墨西哥战争。1850年，因霍乱死于家中。